# Sphenomorphus cyanolaemus
Sphenomorphus cyanolaemus е вид влечуго от семейство Сцинкови (Scincidae). Видът е почти застрашен от изчезване.

## Разпространение
Разпространен е в Бруней, Индонезия (Суматра) и Малайзия (Сабах и Саравак).